# Prosodes kaszabi
Prosodes kaszabi là một loài bọ cánh cứng trong họ Tenebrionidae. Loài này được Medvedev & Kabakov miêu tả khoa học năm 1996.